# Pénalité mineure
 (mai 2025).
Si vous disposez d'ouvrages ou d'articles de référence ou si vous connaissez des sites web de qualité traitant du thème abordé ici, merci de compléter l'article en donnant les références utiles à sa vérifiabilité et en les liant à la section « Notes et références ».
Une pénalité mineure au hockey sur glace est un type de pénalité qui sanctionne une faute mineure, de jeu ou de banc, n'ayant pas occasionné de blessure.

## Déroulement de la pénalité
Le joueur fautif, s'il s'agit d'une pénalité de jeu, ou un substitut, si c'est une pénalité de banc ou en cas de cumul de pénalités (cf plus bas), va au banc de pénalité. Son équipe joue en infériorité numérique pendant 2 minutes à 5 contre 4 (en plus du gardien) ou 5 contre 3 (éventuellement 4 contre 4, 4 contre 3 ou 3 contre 3), mais jamais à moins de 3. Si un troisième joueur de l'équipe est pénalisé, il va au banc de pénalité mais son équipe joue à 3. Le décompte du temps de sa pénalité ne commencera alors que lorsque la première infériorité numérique sera terminée.
Si une équipe marque un but alors qu'elle est en supériorité numérique (ou au cours d'une pénalité différée), la première pénalité mineure infligée à l'équipe adverse s'arrête et le joueur rentre sur la glace. Cela n'aura pas lieu si les deux équipes jouent à égalité numérique (4 contre 4 ou 3 contre 3). Si une pénalité différée a été appelée lorsqu'un but est marqué (et alors qu'une pénalité mineure est déjà en cours), c'est cette dernière qui s'arrête, et le joueur contre qui la pénalité différée est appelée va au banc de pénalité pour 2 minutes. Aucun joueur puni ne revient au jeu lorsqu'un but est marqué par l'équipe qui est en infériorité numérique.

## Cumul de pénalités
L'arbitre peut, s'il l'estime nécessaire ou en application du règlement IIHF, additionner des pénalités : double pénalité mineure (2+2 minutes), pénalité mineure + pénalité de méconduite (2+10 minutes), pénalité mineure + méconduite pour le match (2+20 minutes) ou même pénalité mineure + pénalité majeure (2+5 minutes +20 minutes  automatiques de méconduite pour le match).
Un joueur qui reçoit trois pénalités mineures dans le même match se verra infliger une pénalité automatique de méconduite.

## Substitutions de pénalités
Une des règles du hockey sur glace veut que le maximum de joueurs soient présents sur la glace lors de pénalités multiples. C'est pourquoi il est courant de voir des pénalités substituées non affichées sur le tableau d'affichage, mais qui ont court.
Par exemple, à 10 minutes de jeu, 2+10 minutes de pénalité pour les équipes A et B. Le jeu reprendra à 5 joueurs contre 5. Deux joueurs seront sur le banc des pénalités des équipes A et de B : un joueur servant la première pénalité mineure de 2 min. (le substitut), et le joueur fautif servant les 10 minutes.
Exception : il ne peut pas, sauf décision contraire de l'arbitre, y avoir substitution en cas de 2 minutes de pénalité pour l'équipe A et l'équipe B en même temps : le jeu reprendra alors à 4 joueurs contre 4. Toutefois si plusieurs pénalités mineures sont appelées en même temps, en nombre différent pour chaque équipe (l'une des équipes a au moins une pénalité de plus que l'autre), seule la ou les pénalités de l'équipe qui en a le plus sera affichée.
En Amérique du Nord, contrairement au règlement IIHF, l'arbitre doit s'assurer de placer sur la glace le plus grand nombre de joueurs possible lorsque survient une situation de "pénalités coïncidentes". Ainsi, le plus grand nombre de pénalités de même durée et signalées lors du même arrêt de jeu, qu'elles soient mineures ou majeures, doivent être annulées. Ces pénalités n’apparaîtront pas au tableau d'affichage, mais seront toutefois servies par les joueurs fautifs au banc des pénalités. Ceux-ci pourront revenir au jeu seulement au premier arrêt de jeu suivant l'expiration de leur ou de leurs pénalités. Un substitut se trouvant lui aussi sur la glace au moment de l'infraction viendra purger la ou les pénalités excédentaires puisque celles-ci placent l'équipe en situation d'infériorité numérique.  L'arbitre doit annuler les pénalités en suivant ces 4 directives et ce, dans l'ordre :
1. Il doit annuler le plus de pénalités possible (s'il y a le même nombre de punitions de même durée dans un camp comme dans l'autre, elle doivent toutes être annulées).
2. Il doit annuler les pénalités de sorte qu'une équipe ne soit au pire qu'en situation de 5 contre 4 (ou annuler de façon à ne pas garder des pénalités excédentaires que pour plus d'un joueur puni).
3. Il doit annuler les pénalités de sorte à ne pas repêcher un substitut sur la glace pour purger des pénalités excédentaires d'un coéquipier puni (ou trouver un moyen afin qu'un joueur au banc purge toutes ses propres pénalités).
4. Il doit annuler les pénalités selon l'ordre dans lequel elles se sont produites (seulement lorsque les trois autres étapes n'ont pu donner de résultat probant).

Cette règle n'a pas lieu non plus dans la Ligue Nationale de Hockey où lorsqu'une seule pénalité mineure est imposée à un joueur de chaque équipe sur le même arrêt de jeu, l'action reprend avec des effectifs de 4 contre 4 et les pénalités sont affichées au tableau indicateur.  Toute autre situation de pénalités coïncidentes où toutes les pénalités sont annulées entraîne une reprise à 5 contre 5.

## Cas du gardien de but
Si une pénalité mineure est appelée contre le gardien de l'une des deux équipes, il reste sur la glace et un substitut le remplace sur le banc de pénalité.